# Anthidium
Anthidium es un género de abejas de la familia Megachilidae. Al igual que otros megaquílidos llevan el polen en una estructura, llamada escopa, en la región ventral del abdomen. En esto se diferencian de la mayoría de las especies de abejas que tienen la escopa en las patas traseras. Tienen bandas abdominales que suelen estar interrumpidas en el centro. Los machos son más grandes (ca. 18 mm) que las hembras (ca.12 mm), lo cual no es común en otras familias de abejas. Los machos también tienen punzones al final del abdomen que usan para defender sus territorios.
Son activas durante todo el verano y hacen nidos en huecos existentes usando resinas de plantas, especialmente de coníferas, pelos o vellosidades recogidos de plantas y barro.
Una especie europea, Anthidium manicatum, ha sido introducida accidentalmente a Norte y Sur América y continúa difundiéndose. Se la suele llamar "abeja cardadora" porque recoge la vellosidad de ciertas plantas para usar en su nido. 

## Especies
Sigue una lista incompleta de especies. Cuatro especies fósiles han sido descritas de los depósitos de Florissant Fossil Beds National Monument, Colorado, Estados Unidos.
- Anthidium abjunctum
- Anthidium afghanistanicum
- Anthidium akermani
- Anthidium albitarse
- Anthidium alsinai
- Anthidium alticola
- Anthidium amabile
- Anthidium amurense
- Anthidium andinum
- Anthidium anguliventre
- Anthidium anurospilum
- Anthidium ardens
- Anthidium armatum
- Anthidium atricaudum
- Anthidium atripes
- Anthidium auritum
- Anthidium aymara
- Anthidium aztecum
- †Anthidium basalticum Zhang, 1989[2]
- Anthidium banningense
- Anthidium banningenses
- Anthidium barkamense
- Anthidium basale
- Anthidium bechualandicum
- Anthidium berbericum
- Anthidium bicolor
- Anthidium bifidum
- Anthidium bischoffi
- Anthidium brevithorace
- Anthidium callosum
- Anthidium caspicum
- Anthidium chilense
- Anthidium christianseni
- Anthidium chubuti
- Anthidium cingulatum
- Anthidium clypeodentatum
- Anthidium cochimi
- Anthidium cockerelli
- Anthidium collectum
- Anthidium colliguayanum
- Anthidium comatum
- Anthidium conciliatum
- Anthidium cordiforme
- Anthidium cuzcoense
- Anthidium dalmaticum
- Anthidium dammersi
- Anthidium danieli
- Anthidium decaspilum
- Anthidium deceptum
- Anthidium diadema
- Anthidium echinatum
- Anthidium edwardsii
- Anthidium edwini
- Anthidium emarginatum
- Anthidium eremicum
- Anthidium espinosai
- †Anthidium exhumatum Cockerell, 1906[2]
- Anthidium falsificum
- Anthidium flavolineatum
- Anthidium flavorufum
- Anthidium flavotarsum
- Anthidium florentinum
- Anthidium formosum
- Anthidium friesei
- Anthidium fulviventre
- Anthidium funereum
- Anthidium furcatum
- Anthidium garleppi
- Anthidium gayi
- Anthidium gratum
- Anthidium gussakovskiji
- Anthidium hallinani
- Anthidium helianthinum
- Anthidium himalayense
- Anthidium igori
- Anthidium illustre
- Anthidium impatiens
- Anthidium incertum
- Anthidium isabelae
- Anthidium jocosum
- Anthidium kashgarense
- Anthidium kashmirense
- Anthidium klapperichi
- Anthidium kvakicum
- Anthidium laeve
- Anthidium larocai
- Anthidium latum
- Anthidium loboguerrero
- Anthidium longstaffi
- Anthidium loti
- Anthidium luctuosum
- Anthidium luizae
- Anthidium maculifrons
- Anthidium maculosum
- Anthidium manicatum
- Anthidium masunariae
- Anthidium moganshanense
- Anthidium montanum
- Anthidium montivagum
- Anthidium mormonum
- †Anthidium mortuum (Meunier, 1920)[2]
- Anthidium nigerrimum
- Anthidium nigroventrale
- Anthidium niveocinctum
- Anthidium nursei
- Anthidium oblongatum
- Anthidium opacum
- Anthidium ordinatum
- Anthidium orizabae
- Anthidium paitense
- Anthidium pallidiclypeum
- Anthidium palliventre
- Anthidium palmarum
- Anthidium paroselae
- Anthidium perplexum
- Anthidium penai
- Anthidium peruvianum
- Anthidium philorum
- Anthidium placitum
- Anthidium politum
- Anthidium pontis
- Anthidium porterae
- Anthidium psoraleae
- Anthidium pulchellum
- Anthidium pullatum
- Anthidium punctatum
- Anthidium quetzalcoatli
- Anthidium rafaeli
- Anthidium rodecki
- Anthidium rodriguezi
- Anthidium rotundoscutellare
- Anthidium rotundum
- Anthidium rozeni
- Anthidium rubricans
- Anthidium rubripes
- Anthidium rubrozonatum
- Anthidium rufitarse
- †Anthidium scudderi Cockerell, 1906[2]
- Anthidium sanguinicaudum
- Anthidium semicirculare
- Anthidium senile
- Anthidium septemspinosum
- Anthidium sertanicola
- Anthidium severini
- Anthidium sichuanense
- Anthidium sikkimense
- Anthidium sinuatellum
- Anthidium soikai
- Anthidium soni
- Anthidium sonorense
- Anthidium spiniventre
- Anthidium striatum
- Anthidium sublustre
- Anthidium sudanicum
- Anthidium syriacum
- Anthidium taeniatum
- Anthidium tarsoi
- Anthidium taschenbergi
- Anthidium tenuiflorae
- Anthidium tergomarginatum
- Anthidium ternarium
- Anthidium tesselatum
- Anthidium thomsoni
- Anthidium toro
- Anthidium trochantericum
- Anthidium undulatiforme
- Anthidium undulatum
- Anthidium unicum
- Anthidium utahense
- Anthidium venustum
- Anthidium vigintiduopunctatum
- Anthidium vigintipunctatum
- Anthidium weyrauchi
- Anthidium wuestneii
- Anthidium zadaense
- Anthidium sp. aff. A. atripes
- Anthidium sp. Cham
- Anthidium sp. Mi
- Anthidium sp. Multi
- Anthidium sp. Park